# أسامة عبد الرحمن
الدكتور أسامة عبد الرحمن عثمان شاعر وكاتب ومفكر سعودي ولد عام 1362 هـ / 1942م بالمدينة المنورة وتوفي في الرياض يوم الخميس 21 نوفمبر 2013م. حصل من جامعة مينيسوتا على الماجستير في الإدارة العامة, والدكتوراه من الجامعة الأميركية بواشنطن 1970. تدرج في وظائف أعضاء هيئة التدريس بجامعة الرياض حتى وصل إلى درجة أستاذ عام 1979. عمل عميداً لكلية التجارة , وكلية العلوم الاجتماعية , وكلية الدراسات العليا، مستشار في عدة هيئات علمية, وعضو في هيئة تحرير المجلة العربية للإدارة.

## شاعريته
"يعرف أسامة عبد الرحمن بكونه شاعرًا وجدانيًّا، تغلبه نوازعه الذاتية، ولكن لم تغب عنه قضايا العرب والمسلمين، فقد شدا لها في عدد من دواوينه.
بدأت علاقته بالشعر مبكّرة، وكان يُعرف في سني دراسته في جامعة الملك سعود بـ (شارع الجامعة)، ويعدّ من الشعراء ذوي التوجّه المحافظ في صياغة الشعر، ولكنه مجدّد في رؤيته . ولغته من السهل الممتنع، وهو غزير الإنتاج؛ فقد صدر له أكثر من تسعة عشر ديوانًا؛ ولعل هذه الغزارة هي التي جعلت مستوى شعره متشابهًا، وأنماطه متقاربة، فما نشره في ديوانه الأول يكاد يتكرّر في سائر دواوينه".

### دواوينه الشعرية
- واستوت على الجودي 1982م.
- شمعة ظمأى 1982.
- غيض الماء 1984م.
- بحر لجي 1985م.
- فأصبحت كالصريم 1986م.
- موج من فوقه موج 1987م.
- هل من محيص 1988م.
- لا عاصم 1988م.
- عينان نضاختان 1988م.
- رحيق غير مختوم 1989م.
- الحب ذو العصف 1989م.
- أشرعة الأشواق 1992م.
- الأمر إليك 1992م.
- قطرات مزن قزحية 1992 م.
- يأيها الملأ 1992م.
- عيون المها 1992م.
- أوتيت من كل شيء 1992م.
- ملحمتان شعريتان هما : نشرة الأخبار 1984م - شعار 1986م.[4]

## مؤلفاته الأخرى
- البيرقراطية النفطية ومعضلة التنمية، سلسلة عالم المعرفة، الكويت، سبتمبر 1982.[5]
- الثقافة بين الدوار والحصار
- التنمية بين التحدي والتردي
- المثقفون والبحث عن مسار
- المورد الواحد والتوجه الإنفاقي السائد. 1988.
- عفواً أيها النفط.
- المأزق العربي الراهن: هل إلى سبيل من خلاص؟. 1999.[6]
- النفط.. والقبيلة.. والعولمة. 2000.[7]
- شظايا في الفكر والتنمية والوطن. 2002.[8]